# Campionato Primavera 1991-1992
Il Campionato Primavera 1991-1992 è la 30ª edizione del Campionato Primavera. Il detentore del trofeo è il Torino.
La squadra vincitrice del torneo è stato il Torino che guidato da Rosario Rampanti si è aggiudicato il titolo di campione nazionale per la ottava volta nella sua storia.  Tra i giocatori si segnalano Christian Vieri, Andrea Sottil, Sandro Cois, Ivano Della Morte e Cristiano Donà. L'altra finalista è stata la Reggina tra le cui file militavano Sergio Quinto Campolo, Francesco Cozza, Emilio Belmonte autore di 25 reti e Fabio Di Sole.

## Gironi

### Girone A
2 maggio

Juventus-Milan 2-2

Brescia-Torino 1-1
10 maggio

Torino-Juventus 1-1

Milan-Brescia 1-1
16 maggio

Torino-Milan 2-0

Juventus-Brescia 4-2
23 maggio

Torino-Brescia 0-0

Milan-Juventus 1-2
30 maggio

Juventus-Torino 1-1

Brescia-Milan 1-0
6 giugno

Juventus-Brescia 2-4

Milan-Torino 0-1

### Girone B
2 maggio

Napoli-Fiorentina 3-0 arbitro Burlando di Genova

Reggina-Roma 2-1

## Finale

### Andata
| Arbitro: | Rossi |

| |            | |
| Pastine Falcone Lanzara Nesta Sottil Cois Minghelli Della Morte Bertelli (66' Colasante) Vieri Donà Di Maggio | Formazioni | De Clò Montesanto Borriello Granzotto Di Sole P.Campolo Filippone (90' Criaco) S.Campolo (63' Cozza) Spader Tosti Belmonte |

### Ritorno
| Arbitro: | Spudore |

| |            | |
| Belmonte 3’, 68’ P.Campolo 78’                                                                                             | Marcatori  | 8’, 10’, 50’ Vieri 44’ Della Morte                                                                                  |
| De Clò Montesanto Borriello Granzotto Di Sole P.Campolo Filippone (56' Cozza) S.Campolo Spader Tosti (65' Chiera) Belmonte | Formazioni | Pastine Falcone Lanzara Sottil Cois Minghelli Della Morte Bertelli (89' Colasante) Vieri Donà Manni (74' Di Maggio) |